# Audio-Technica
 (décembre 2019).
 (février 2020).
Si vous disposez d'ouvrages ou d'articles de référence ou si vous connaissez des sites web de qualité traitant du thème abordé ici, merci de compléter l'article en donnant les références utiles à sa vérifiabilité et en les liant à la section « Notes et références ».
Audio-Technica (株式会社オーディオテクニカ Ōdio Tekunika) est une entreprise japonaise créée en 1962 qui conçoit et fabrique des équipements audiophoniques tels que des microphones, des casques ou encore des platines tourne-disques, destinés aux professionnels et particuliers.

## Histoire

### Années 1960
Audio-Technica a été créée en 1962 dans l'arrondissement Shinjuku de Tokyo, au Japon, par Hideo Matsushita en tant que fabricant de cellules de tourne-disques stéréos. Ses premiers produits ont été les cellules AT-1 et AT-3 MM.
En 1963, la société déménage dans des locaux plus vastes pour pouvoir répondre à un accroissement de ses activités. Deux nouvelles cellules de tourne-disques sont mises en vente : la AT-5 MM haut de gamme et la AT-1001 avec bras de lecture semi-intégré.
En 1964, une nouvelle pointe de lecture elliptique en diamant est mise au point et intégrée dans les cellules AT-3X et AT-5X.
En 1965, l'entreprise déménage son siège social et son usine dans le quartier de Naruse, à Machida, dans la préfecture de Tokyo. À partir de 1967, l'entreprise envoie du matériel de vérification des vibrations destiné à des fabricants d’appareils de mesure et lance la cellule de tourne-disques VM Dual Magnet brevetée.
En 1968, l'entreprise collabore avec le centre de recherche technologique du NHK et leur fournit le matériel nécessaire. À partir de 1969, les cellules de tourne-disques de la marque sont exportées aux fabricants d'équipement audiophoniques du monde entier. L'entreprise développe également les premiers magnétophones à microcassette.

### Années 1970 à aujourd’hui

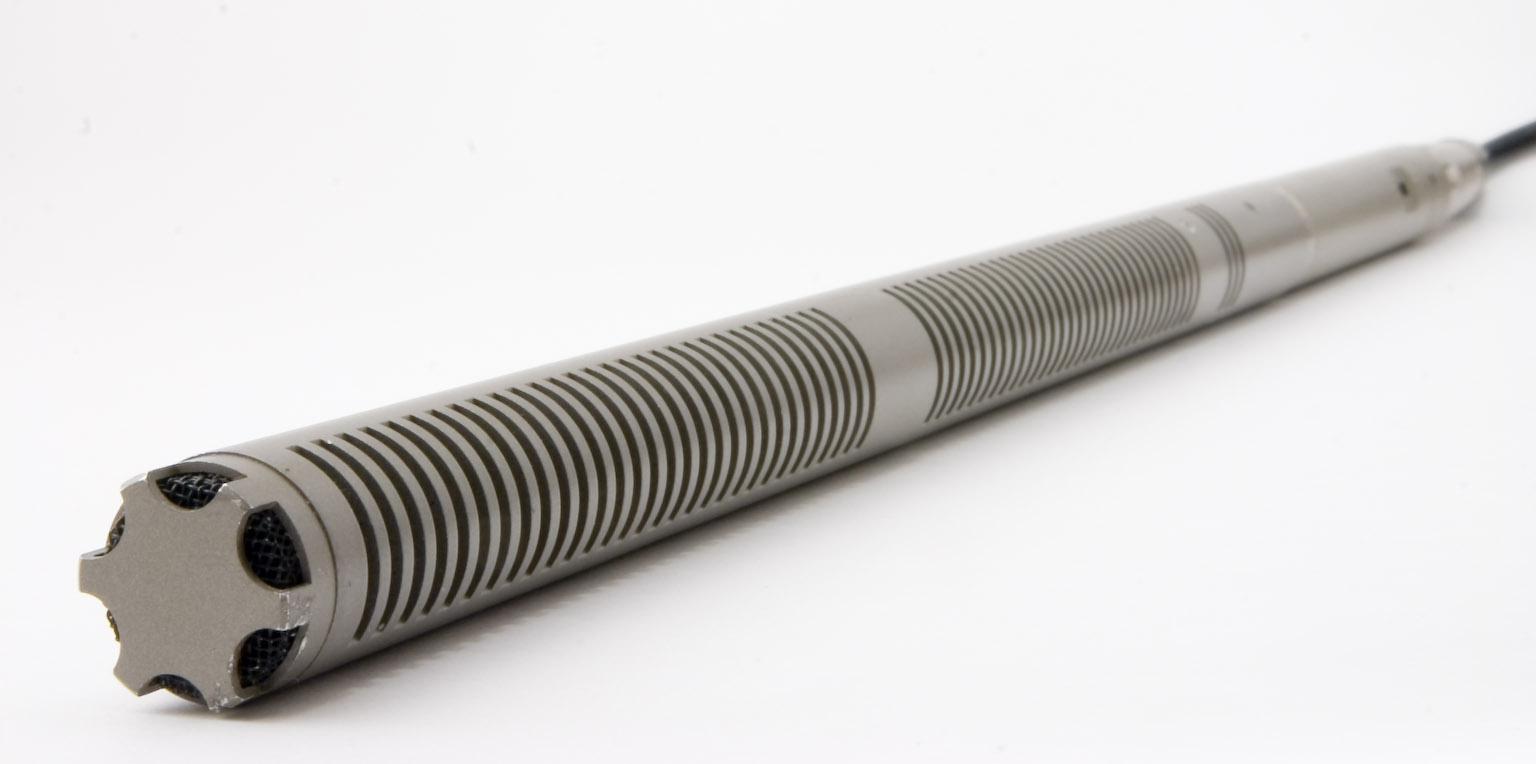
Le micro AT8015a.

En 1971, l'entreprise obtient un brevet pour exploiter le format de cellules de tourne-disques VM au Royaume-Uni et aux États-Unis, ce qui lui permet d'envoyer ses cellules de tourne-disques VM aux fabricants d’équipement audiophoniques européens.
En 1978, les microphones de la série AT-800 sont mis au point, et l’établissement Audio-Technica Ltd. est fondé à Leeds en Angleterre.
En 1985, l'entreprise lance les microphones ultra-compacts pour les installations sonores de la série UniPoint. En 1986, le câble AV Pure Copper by Ohno Continuous Casting est commercialisé avec succès. Audio-Technica lance la première cellule de tourne-disques au monde fabriquée avec des matériaux obtenus en coulée continue, l’AT33ML/OCC. De plus, les premiers systèmes de microphone sans fil de la marque ainsi qu’un microphone de surface sont lancés.
En 1987, l'entreprise met sur le marché des câbles de cuivre pur obtenus par la coulée continue (PCOCC) et le câble numérique optique AT6195 PCF.
En 1990, des collimateurs à laser visible Audio-Technica sont installés à la station de radioastronomie de Nobeyama au Japon. En 1993, Hideo Matsushita est nommé président du conseil d'administration et son fils, Kazuo Matsushita, lui succède comme président-directeur général.
En 1994, le microphone à condensateur omnidirectionnel AT4050/CM5 est lancé.
En 1998, l'entreprise lance le microphone à condensateur avec tube à vide AT4060 pour l’utilisation en studio.
En 1999, le microphone à directivité contrôlée AT895, équipé d'un réseau microphonique avant-gardiste de cinq éléments piloté par un processeur de signal numérique et permettant un enregistrement directionnel adaptatif du son, avec la technologie DeltaBeam brevetée, est lancé. En 2002, les systèmes sans fil de pointe offrant la technologie True Diversity, le fonctionnement à agilité de fréquence avec la technologie de compression-extension double, la sélection de fréquence IntelliScan et les logiciels de gestion et de contrôle par ordinateur sont lancés. En 2003, l'entreprise lance le microphone à tube cardioïde fonctionnant sur alimentation fantôme AT3060.
En 2004, le microphone à condensateur de studio à capture latérale AT2020 est lancé.

## Prix et faits notables
- En 1965, la société a reçu un prix de l'Institut national des sciences et technologies industrielles avancées pour ses produits AT-1001.
- En 1969, l'entreprise a commencé à exporter ses cellules pour phonographes dans le monde entier et a lancé le premier microcassette enregistreur[2].
- En 1972, Audio-Technica a établi sa branche américaine à Akron, dans l'Ohio, et a commencé à expédier les cellules de tourne-disques VM aux fabricants européens[2].
- En 1974, le premier casque d’écoute stéréo de la série AT-700 est lancé. Le concours Stereo Components Grand Prix décerne son premier prix à la cellule de tourne-disques AT-15E VM.
- En 1978, les casques d’écoute à condensateur ATH-8 et ATH-7 remportent le Good Design Award du ministère de l’Industrie et du Commerce international du Japon.
- En 1988, Audio-Technica Taïwan Co., Ltd. est fondée.
- En 1992, le microphone à condensateur cardioïde AT4033 est élu meilleur microphone de 1991 lors du congrès de l'Audio Engineering Society[2].
- En 1996, Audio-Technica Pte. Ltd. (Asie du sud-est) est fondée à Singapour. Audio-Technica équipe tous les sites des Jeux olympiques d’été d’Atlanta en microphones et casques audio.
- En 2000, Audio-Technica équipe tous les sites des Jeux olympiques d’été de Sydney.
- En 2002, Audio-Technica équipe tous les sites des Jeux olympiques d’hiver de Salt Lake Ciy.
- En 2004, Audio-Technica équipe l’Athens Olympic Broadcasting S.A. pour la diffusion des Jeux olympiques d'été d'Athènes.
- Audio-Technica a été le fournisseur de microphones pour les cérémonies des Grammy Awards durant les dix dernières années[3] ainsi que fournisseur de solutions audio pour des productions télévisées telles que la version Américaine de Big Brother, Deal or No Deal, Le Rock and Roll Hall of Fame[4].
- En 2008, la société a célébré le vingtième anniversaire de la fourniture des microphones pour les débats télévisés de l'élection présidentielle américaine.
- En 2012, pour son cinquantième anniversaire, Audio-Technica a dévoilé, lors du Consumer Electronics Show de 2012, le lancement des platines AT-LP1240-USB USB DJ[5] et ATH-CKS55i[6].
- En 2017, le casque audio sans fil totalement numérique Audio-Technica ATH-DSR9BT reçoit le prix  de l'innovation[7] en utilisant Trigence Dnote la Technologie[8].

## Technologie
L'un de ses produits les plus célèbres a été un électrophone portatif sur batterie, le Mister Disc, vendu aux États-Unis au début des années 1980.
En 2005, Audio-Technica a développé « Uniguard », une méthode de fabrication des microphones les protégeant des interférences radio provenant des téléphones cellulaires Bluetooth, périphériques sans fil, des réseaux informatiques et des talkies-walkies. Treize brevets ont été déposés pour mener à bien le projet, les ingénieurs de la compagnie ayant modifié de nombreux éléments des microphones de la construction et de l'exploitation. Plus de cinquante modèles de microphones Audio-Technica ont été conçus avec la nouvelle technologie RFI-résistante,,.

## Produits notables

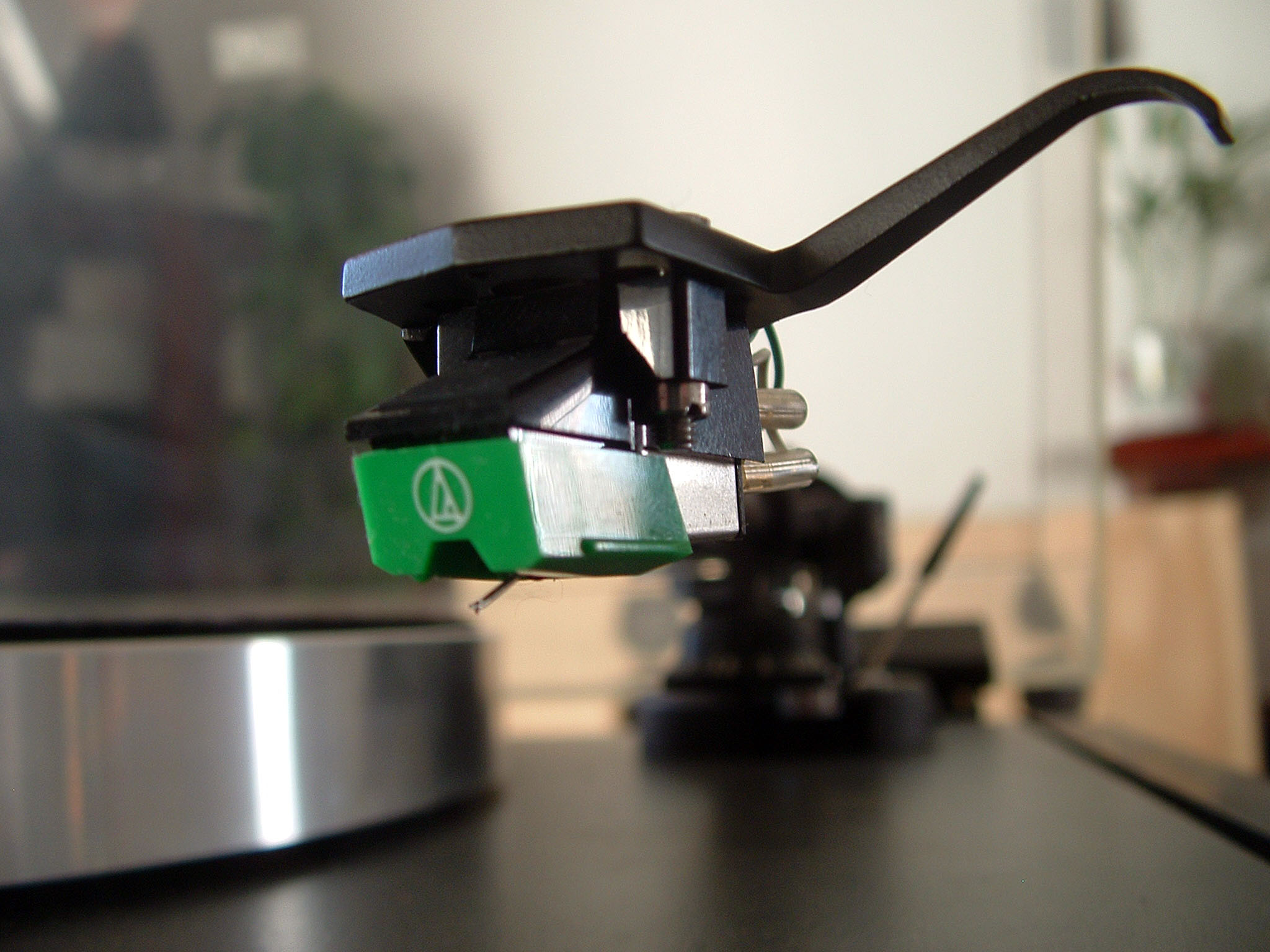
Cellule Audio-Technica AT-95e.

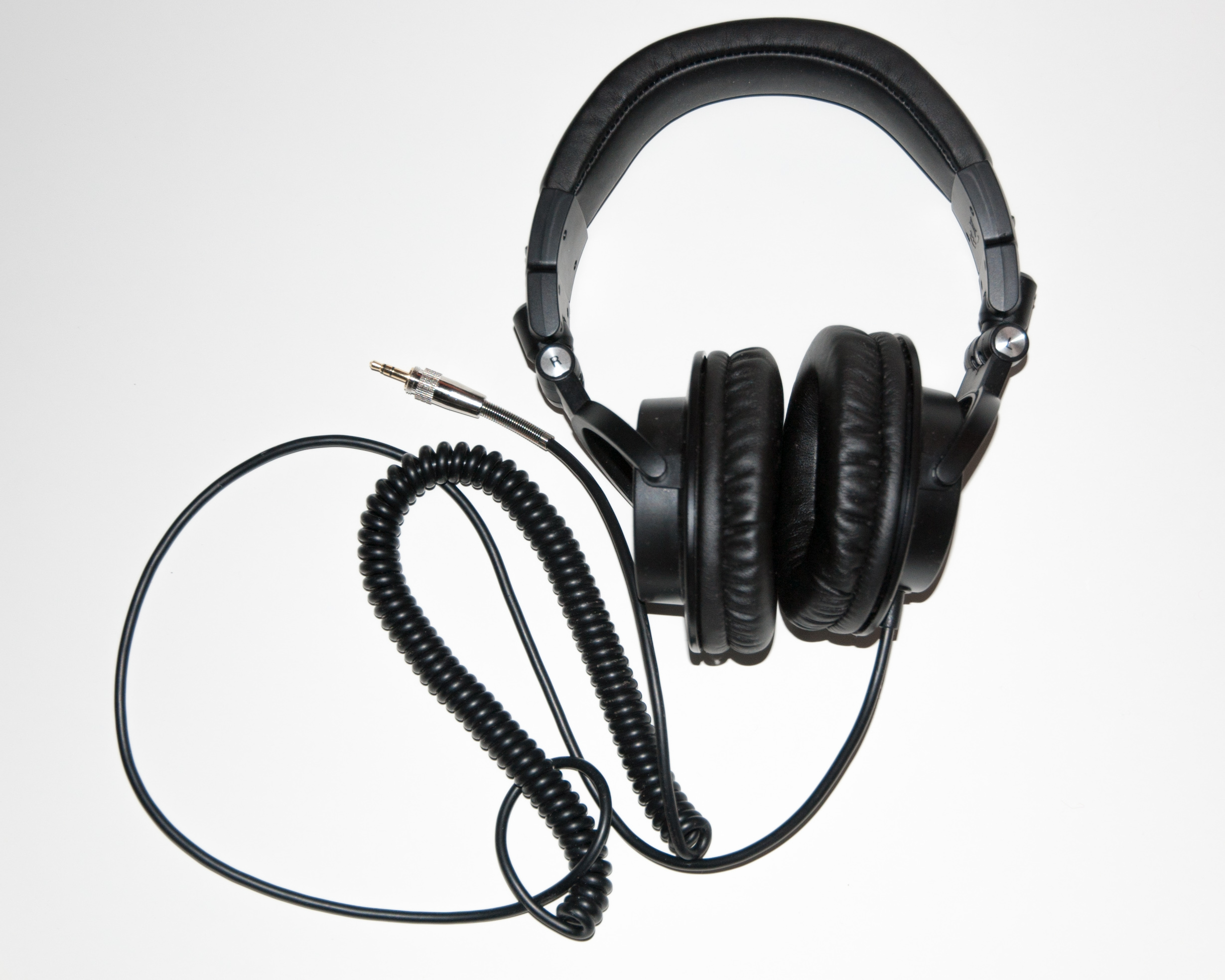
Le casque ATH-M50.

- Audio-Technica AT770 « Mister Disc » : électrophone portatif de disques vinyles
- Audio-Technica AT2020 : microphone à condensateur
- Audio-Technica ATH-WS55 : casque audio circumaural grand public Solid Bass
- Audio-Technica ATH-WS99BT - casque audio circumaural grand public Solid Bass (transducteurs 53 mm, Bluetooth 3, Classe 2)
- Audio-Technica ATH-M50 - casque audio circumaural professionnel de studio
- Audio-Technica ATH-M50x - casque audio circumaural professionnel de studio (successeur de l'ATH-M50)
- Audio-Technica ATH-M50xBT - casque audio circumaural professionnel de studio avec connexion Bluetooth (version sans fil du ATH-M50xBT)
- Audio-Technica ATH-MSR7 - casque audio circumaural haute-fidélité
- Audio-Technica ATH-SR5BT - casque audio supra-aural sans fil haute résolution
- Série Air Dynamic - casques circumauraux audiophiles ouverts
- Audio-Technica ATH-AD500 - transducteurs 40 mm
- Audio-Technica ATH-AD700 - transducteurs 53 mm en angle
- Audio-Technica ATH-AD900 - transducteurs 53 mm, réduction des basses roll-off
- Audio-Technica ATH-R70x - transducteurs 45 mm
- Audio-Technica ATH-CKS55 - écouteurs intra-auriculaires grand public Solid Bass
- Audio-Technica AT-LP120-USB - platine disques de milieu de gamme
- Audio-Technica AT-LP1240-USB - platine disques vinyles DJ USB
- Audio-Technica AT-95e - cellule Hi-Fi
- Audio-Technica AT11E - cellule Hi-Fi
- Audio-Technica ATH-DSR9BT - casque sans fil numérique